# ブッシュルート
ブッシュルート(Bushroot)は、ウォルト・ディズニー・カンパニー制作のテレビアニメ『ダックにおまかせ ダークウィング・ダック』に登場する架空の悪人である。英語版担当者はティノ・インサナ、日本語版担当者は嶋俊介。

## 背景
本名レジナルド・ブッシュルート。かつては博士号を持っている有名なアヒルの植物学者だったが、動物は光合成を行うことができるという証明をするための実験資金がとめられそうになり証明が正しいことと実験の実行が絶望的であると悟ったがゆえに、自分を実験台にして、半分植物のアヒルになった。(Lycium nycanthropusとして、後期のエピソードで明らかになる)
新しく備わった能力を、レジナルドを"Reggie the Veggie"と呼んだライバルの科学者ゲイリー博士とラーソン博士(名前のネタ元は漫画The Far Sideの作者ゲイリー・ラーソンと考えられ、この2人の博士の容姿がラーソンの描く科学者に似ている。)への復讐のために使い、かつて自分をいじめから救ってくれたローダ・デンドロン博士へ求愛することをたくらんだ。ゲイリーとラーソンをつるで殺したはいいが、ローダはブッシュルートの科学倫理観のなさに失望して、彼を振ってしまう。
失恋と多大なる狂気を胸に、ブッシュルートは彼女を人質に取り、かつて自分がしたのと同じ実験を彼女に対して行おうとするが、ダークウィング・ダックに妨害されてしまう。
後期エピソードにおいて彼は実験費用を稼ぐために犯罪を犯すことをメインに活動し、その手口はグリーンピースや動物の倫理的扱いを求める人々の会といった環境保護団体のやることを思わせる時もある。
彼の能力には、全てのタイプの植物を操るというのがあるが、植物によって操られ易さはまちまちであり、戦闘用の植物を作る際は、化学薬品や肥料を使うこともある。
ある回において、ブッシュルートは自分の友達になる植物を作ろうとする。しかし、種を選ぶ時点で間違ってしまい、突然変異でポージーという名の、よだれをたらしまくる巨大ジャガイモができてしまった。また、スパイクという巨大ハエトリグサのようなペットの植物がいる。
ブッシュルートは切られてもすぐに復活するため、事実上彼を殺害するのは不可能である。また、干からびた外殻だけをおいて、その後ろで苗や running plants、さらにはよく見かける丸太などという形で再生するという、死んだふりをよくすることで知られている。
悪意のある植物がたくさんいるが、ブッシュルートはネガダックの子分として悪の5人組に参加した。

## スパイク
スパイクはブッシュルートの相棒である。姿は育ちすぎたハエトリグサのようだが、振る舞いは犬のそれに近い。
スパイクが絡む話は、彼が化学的な効能で体の大きさを変えることができるというテーマがある.
"The Incredible Bulk"という回では、ブッシュルートが新入りのデイジーばかりかわいがるので嫉妬したスパイクは、ブッシュルートを裏切ってダークウィングとランチパッドを助けてしまった。その話の中で後にブッシュルートはスパイクが大切な相棒であることに気づいた。

## 人相
暗い緑色の羽(若しくは植物の茎についている膜のようなもの)が、腹部から顔までを覆っており、骨盤の辺りから足の先までは木化して植物の根っことなっている。
オレンジのくちばしにターコイズブルーの瞳をしていて、両手はつたの葉になっていて、からだから生えているつるは武器になる。また、頭はばさばさの紫色の葉で覆われている。
リキッデーターのときと同様に、ネガダックに全ての力を奪われても、姿が元にもどることはなく、この姿が固定されたものだということがわかる。

## テーマ
初登場回は、かつて自分をいじめた2人の科学者を殺し自分も死のうとしたという点においてこの番組の中で最も暗い話になり、ほかの悪役と比べてもブッシュルートは生い立ちの暗さや同情を誘うような要素を抱えている点において、暗黒面の強いバットマン作品へのオマージュとも見受けられる。そのため、ブッシュルート登場回には疎外や孤独といったものがテーマになる。いくつかの話においてブッシュルートは自分を理解し慰めあってくれる植物の友達を作ろうとしたが、失敗している。
ある回で彼はダークウィングと仲良くなり、自分の植物を操る力を使って彼の活動に貢献しようとした。この相互関係はブッシュルートがヒーローを助けるために能力を使うことができないとわかったときに崩壊している。ダークウィング側もこの関係がいいものだと思っていたが、本編終盤でブッシュルートが警察から逃げ出した際正義と悪が水と油のような関係にあることを悟っている。